# EN 13402

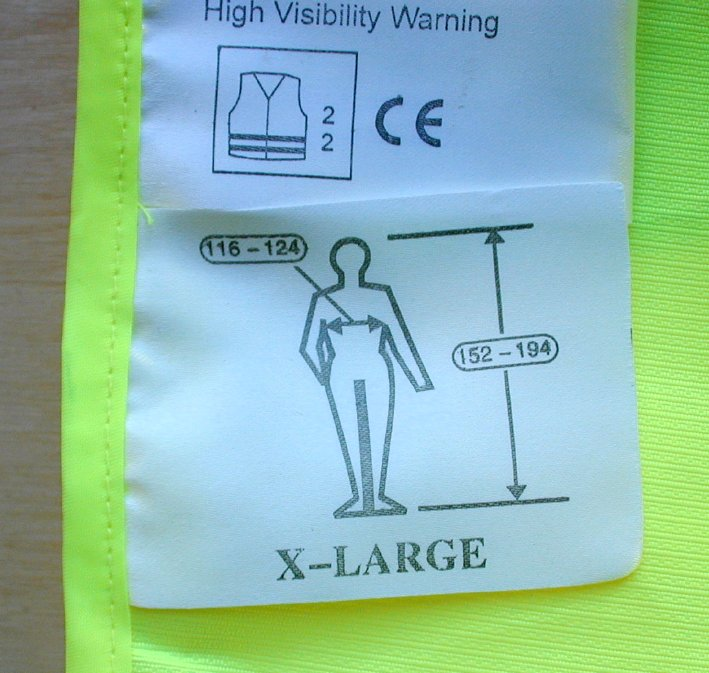
Бирка, выполненная по стандарту EN 13402-1, с указанием параметров тела в сантиметрах (Великобритания).

EN 13402 — европейский стандарт указания размеров одежды. Он основан на измерении параметров тела в сантиметрах. Он заменяет собой многие национальные стандарты указания размеров, применявшиеся до 2007-го. Применимость данного стандарта отличается в разных странах.

## История вопроса
Существуют три подхода к указанию размеров одежды:
- параметры тела: На бирке указывается диапазон значений одного или нескольких параметров тела, которые учитывались при изготовлении одежды. Например: шлем мотоциклиста промаркирован «объем головы 56-60 см» или ботинок «длина ступни 28 см»)
- параметры товара: На бирке указываются собственные размеры товара, характерные для него. Например: на джинсах указана их длина по внутреннему шву в сантиметрах или дюймах, то есть исключаются те несколько сантиметров, на которые длиннее нога того, кто будет их носить (длина по внутреннему шву измеряется от паховой области до пола).
- специальный (для этого случая, ad-hoc) размер: Этот размер не привязан ни к какому из параметров тела потребителя или изделия. Например: размер 12, XL.

Традиционно одежду маркируют с использованием многих стандартов ad-hoc. Такой подход привел к целому ряду проблем:
- Принятый в данной стране или даже у данного производителя способ маркировки создаёт затруднения в выборе.
- Размеры ad-hoc изменялись со временем, часто из-за «раздувания размеров», ситуации, когда со временем выпускаемая одежда одного и того же размера становится больше. Это делается для того, чтобы избежать конфликтов с потребителями, которые со временем теряют форму, но не желают себе в этом признаваться.
- Во время заказа одежды по каталогам необходимо применять особые точные способы для выбора наилучшего размера.
- Для многих видов одежды недостаточно просто одного какого-то числа, чтобы определить круг лиц, для которых она была изготовлена: необходимо, чтобы одежда подходила по двум или более параметрам тела. Такая проблема, например, существует при подборе джинсов: длина ног и обхват талии.
- Скалярные размеры ad-hoc, основанные на антропометрических исследованиях 1950-х, теперь неадекватны, так как с тех пор существенно изменилось питание и стиль жизни людей, что привело к перераспределению размеров тела.

Вследствие этого Европейский комитет по стандартизации в 1996 инициировал процесс создания современного стандарта маркировки одежды, в результате чего и был создан стандарт EN 13402 «Size designation of clothes».
Он основан на:
- размерах тела
- международной системе единиц СИ
- данных антропометрических исследований населения Европы, проходивших в конце 1990-х
- уже существующих подобных стандартах, например, ISO 3635

## EN 13402-1: Определения, обозначения и требования к измерению
Первая часть стандарта определяет перечень контрольных параметров тела, которые следует использовать для определения размеров одежды, дается анатомическое объяснение и указания по измерению. При снятии мерок следует держаться прямо, но при этом — естественно. Снятие мерок производится сантиметровой лентой: измерительная лента шириной около 15 мм и градуированная в сантиметрах.
обхват головыМаксимальный горизонтальный обхват (окружность) из головы, измеряется над ушами.
обхват шеиЛента накинута на 2 см ниже Адамова яблока (кадык) и на уровне 7-го шейного позвонка. Седьмой шейный позвонок, в отличие от первых шести, имеет выступ (остистый отросток), который легко найти на ощупь
обхват грудиСнимается с прямо стоящего человека, представляет собой максимальный горизонтальный обхват при нормальном дыхании. Лента проходит по нижнему краю лопаток сзади, под подмышками и по самой выпуклой части груди впереди без натяжения.
обхват бюста (для женщин)Максимальный горизонтальный обхват, измеренный при нормальном дыхании. Человек стоит прямо, лента проходит через лопатки, подмышки и выступающие точки грудных желез с умеренным натяжением (без неестественного изменения формы груди и её объёма).
обхват под грудьюГоризонтальный обхват тела под грудью (измерительная лента проходит под основанием грудных желез).
обхват талииОбхват естественной линии талии между гребнями подвздошных костей и нижними рёбрами. При обмере человек дышит нормально, стоит выпрямившись с расслабленным животом, лента не натягивается.
обхват бёдерГоризонтальный обхват, измеренный по наиболее выступающим точкам ягодиц.
ростВертикальное расстояние от макушки головы до подошв ступней. При измерении человек стоит прямо, без обуви, ступни ног вместе. Для детей, не умеющих прямо стоять, длина тела измеряется лежа по прямой линии от макушки головы до подошв ступней.
длина ноги по внутренней поверхностиРасстояние по внутренней поверхности ноги от промежности до основания ступни, измеренное по прямой линии. Человек стоит прямо, ноги слегка раздвинуты, масса тела равномерно распределена на обе ноги.
длина рукиРасстояние, измеряемое от акромиона лопатки, через локтевой отросток локтевой кости («локоть»), до шиловидного отростка локтевой кости. При измерении кулак сжат и расположен на бедре, рука согнута под прямым углом
обхват кистиМаксимальный обхват кисти в плоскости, проходящей через пястно-фаланговый сустав, пальцы сжаты вместе, за исключением большого пальца.
длина ступниГоризонтальное расстояние между перпендикулярами, опущенными от конца наиболее выступающего пальца и наиболее выступающей части пятки. При измерении человек стоит босиком, масса тела равномерно распределена на обе ноги.
масса телаИзмеряется с помощью подходящих весов в килограммах.
- Измерения проводят при минимальном количестве одежды (предпочтительнее без одежды), не искажающей форму и размера тела и не влияющей на точность измерений.
- Все параметры измеряются в сантиметрах, кроме массы тела.

Стандарт также вводит стандартную пиктограмму, которая может использоваться на бирках для указания одного или нескольких параметров из указанных выше. Преимуществом пиктограммы является её понятность для человека, не владеющего языком, на котором составлен текст бирки.

## EN 13402-2: главный и дополнительные размеры
Вторая часть стандарта для каждого типа одежды вводит «главный размер» — параметр тела, согласно которому маркируется одежда.
Для некоторых типов одежды указания одного параметра может быть недостаточно для совершения правильного выбора. В этом случае на бирке могут указываться один-два дополнительных размера.
В нижеследующей таблице указаны главный и дополнительные размеры, перечисленные в стандарте. Дополнительные размеры указаны в круглых скобках.
| Одежда                                 | Мужчины                                                     | Женщины                                                            | Мальчики                          | Девочки                                          |
| -------------------------------------- | ----------------------------------------------------------- | ------------------------------------------------------------------ | --------------------------------- | ------------------------------------------------ |
| Куртки                                 | обхват груди (рост, обхват талии)                           | обхват бюста (рост, обхват бедер)                                  | рост (обхват груди)               | рост (обхват бюста)                              |
| Костюмы                                | обхват груди, обхват талии (рост, длина по внутреннему шву) | обхват бюста (рост, обхват бедер)                                  | рост (обхват груди)               | рост (обхват груди)                              |
| Пальто                                 | обхват груди (рост)                                         | обхват бюста (рост)                                                | рост (обхват груди)               | рост (обхват бюста)                              |
| Брюки/шорты                            | обхват талии (рост, длина по внутреннему шву)               | обхват талии (рост, обхват бедер, длина по внутреннему шву)        | рост (обхват талии)               | рост (обхват талии)                              |
| Юбки                                   | —                                                           | обхват талии (рост, обхват бедер)                                  | —                                 | рост (обхват талии)                              |
| Платья                                 | —                                                           | обхват бюста (рост, обхват бедер, обхват талии)                    | —                                 | рост (обхват бюста)                              |
| Трикотаж: Кардиганы, свитера, футболки | обхват груди (рост)                                         | обхват бюста (рост)                                                | рост (обхват груди)               | рост (обхват бюста)                              |
| Рубашки                                | обхват шеи (рост, длина руки)                               | —                                                                  | рост (обхват шеи)                 | —                                                |
| Блузки                                 | —                                                           | обхват бюста (рост)                                                | —                                 | рост (обхват бюста)                              |
| Нижнее бельё                           | обхват талии (рост)                                         | обхват талии (рост, обхват бедер)                                  | рост (обхват талии)               | рост (обхват талии)                              |
| Майки                                  | обхват груди (рост)                                         | обхват бюста (рост)                                                | рост (обхват груди)               | рост (обхват бюста)                              |
| Пижамы                                 | обхват груди (рост, обхват талии)                           | обхват бюста (рост, обхват талии, обхват бедер)                    | рост (обхват груди)               | рост (обхват талии)                              |
| Купальники, купальные костюмы          | обхват талии (рост, обхват груди)                           | обхват бюста (рост, обхват бедер, обхват под грудью)               | рост (обхват груди, обхват талии) | рост (обхват под грудью, обхват бюста)           |
| Бюстгальтеры                           | —                                                           | обхват под грудью, обхват бюста (размер чашечки)                   | —                                 | обхват под грудью, обхват бюста (размер чашечки) |
| Корсеты                                | —                                                           | обхват под грудью, обхват бюста (рост, обхват бедер, обхват талии) | —                                 | —                                                |
| Колготки                               | —                                                           | рост (обхват талии, масса тела)                                    | —                                 | рост                                             |
| Чулки                                  | —                                                           | длина ноги                                                         | длина ноги                        | длина ноги                                       |
| Носки                                  | длина ноги                                                  | длина ноги                                                         | длина ноги                        | длина ноги                                       |
| Перчатки                               | обхват кисти                                                | обхват кисти                                                       | обхват кисти                      | обхват кисти                                     |
| Головные уборы                         | обхват головы                                               | обхват головы                                                      | обхват головы                     | обхват головы                                    |

## EN 13402-3: Размеры и интервалы
Третья часть стандарта определяет ряды номиналов главных и дополнительных размеров.
Изделие не должно быть маркировано средней величиной мерки, в соответствии с которой оно изготовлено (например, не «рост: 176 см»). Вместо этого на бирке должен быть указан интервал размеров: начиная половиной шага меньше и заканчивая половиной шага больше среднего размера (например, «рост: 172—180 см»).
Например, для роста стандарт рекомендует следующие интервалы с шагом в 8 сантиметров:
| Рост     | … | 160     | 168     | 176     | 184     | 192     | 200     | … |
| Интервал | … | 156-164 | 164-172 | 172-180 | 180-188 | 188-196 | 196-204 | … |

В отношении брюк для роста устанавливается шаг в 4 сантиметра:
| Рост     | … | 156     | 160     | 164     | 168     | 172     | 176     |
| Интервал | … | 154-158 | 158-162 | 162-166 | 166-170 | 170-174 | 174-178 |

| Рост     | 180     | 184     | 188     | 192     | 196     | 200     | … |
| Интервал | 178-182 | 182-186 | 186-190 | 190-194 | 194-198 | 198-202 | … |

Стандарт также содержит похожие таблицы для других параметров и типов одежды. Некоторые из них указаны ниже.

### Мужчины
Стандартные размеры и интервалы для обхватов груди и талии:
| Обхват груди | 84    | 88    | 92    | 96    | 100    | 104     | 108     | 112     |
| Интервал     | 82-86 | 86-90 | 90-94 | 94-98 | 98-102 | 102-106 | 106-110 | 110-114 |
| Обхват талии | 72    | 76    | 80    | 84    | 88     | 92      | 96      | 100     |
| Интервал     | 70-74 | 74-78 | 78-82 | 82-86 | 86-90  | 90-94   | 94-98   | 98-102  |

| Обхват груди | 116     | 120     | 126     | 132     | 138     | 144     |
| Интервал     | 114-118 | 118-123 | 123-129 | 129-135 | 135-141 | 141-147 |
| Обхват талии | 104     | 108     | 114     | 120     | 126     | 132     |
| Интервал     | 102-106 | 106-111 | 111-117 | 117-123 | 123-129 | 129-135 |

Таблица выше составлена для D = −12 см, где
D = обхват талии − обхват груди.
Пример: Производители изготавливают одежду для обхват груди = 100 см, это соответствует обхват талии = 88 см. Они также могут объединить параметр обхват груди с соседними значениями параметра обхват талии в пределах шага: 84 см — 92 см, чтобы охватить эти размеры в пределах D = −16 см или D = −8 см.
Стандарт также предлагает следующее соответствие обхвата шеи обхвату груди:
| Обхват шеи   | 37        | 38        | 39        | 40        | 41        | 42        | 43        | 44        |
| Интервал     | 36.5-37.5 | 37.5-38.5 | 38.5-39.5 | 39.5-40.5 | 40.5-41.5 | 41.5-42.5 | 42.5-43.5 | 43.5-44.5 |
| Обхват груди | 88        | 92        | 96        | 100       | 104       | 108       | 112       | 116       |

| Обхват шеи   | 45        | 46.5      | 48        | 49.5      | 51        |
| Интервал     | 44.5-45.8 | 45.8-47.3 | 47.3-48.8 | 48.8-50.3 | 50.3-51.1 |
| Обхват груди | 120       | 126       | 132       | 138       | 144       |

Далее, в стандарте указано соответствие длины руки росту:
| Рост       | 156   | 160   | 164   | 168   | 172   | 176   | 180   | 184   | 188   | 192   | 196   | 200   |
| Длина руки | 60    | 61    | 62    | 63    | 64    | 65    | 66    | 67    | 68    | 69    | 70    | 71    |
| Интервал   | 59-60 | 60-61 | 61-62 | 62-63 | 63-64 | 64-65 | 65-66 | 66-67 | 67-68 | 68-69 | 69-70 | 70-71 |

### Женщины

#### Размеры платьев
Стандартные размеры и интервалы для бюста, талии и бедер:
| Обхват бюста | 76    | 80    | 84    | 88    | 92     | 96      | 100     | 104     | 110     |
| Интервал     | 74-78 | 78-82 | 82-86 | 86-90 | 90-94  | 94-98   | 98-102  | 102-107 | 107-113 |
| Обхват талии | 60    | 64    | 68    | 72    | 76     | 80      | 84      | 88      | 94      |
| Интервал     | 58-62 | 62-66 | 66-70 | 70-74 | 74-78  | 78-82   | 82-86   | 86-91   | 91-97   |
| Обхват бедер | 84    | 88    | 92    | 96    | 100    | 104     | 108     | 112     | 117     |
| Интервал     | 82-86 | 86-90 | 90-94 | 94-98 | 98-102 | 102-106 | 106-110 | 110-115 | 115-120 |

| Обхват бюста | 116     | 122     | 128     | 134     | 140     | 146     | 152     |
| Интервал     | 113-119 | 119-125 | 125-131 | 131-137 | 137-143 | 143-149 | 149-155 |
| Обхват талии | 100     | 106     | 112     | 118     | 124     | 130     | 136     |
| Интервал     | 97-103  | 103-109 | 109-115 | 115-121 | 121-127 | 127-133 | 133-139 |
| Обхват бедер | 122     | 127     | 132     | 137     | 142     | 147     | 152     |
| Интервал     | 120-125 | 125-130 | 130-135 | 135-140 | 140-145 | 145-150 | 150-155 |

#### Размеры бюстгальтеров
Стандарт EN 13402 также определяет размеры бюстгальтеров на основании «обхвата бюста» и «обхвата под грудью». В маркировке указывается обхват под грудью (округляется до ближайшего кратного 5), далее ставится буква, обозначающая размер чашечки в соответствии с таблицей:
| Обхват под грудью | 60    | 65    | 70    | 75    | 80    | 85    | 90    | 95    |
| Интервал          | 58-62 | 63-67 | 68-72 | 73-77 | 78-82 | 83-88 | 88-92 | 93-98 |

| Обхват под грудью | 100    | 105     | 110     | 115     | 120     | 125     |
| Интервал          | 98-102 | 103-108 | 108-112 | 113-118 | 118-122 | 123-128 |

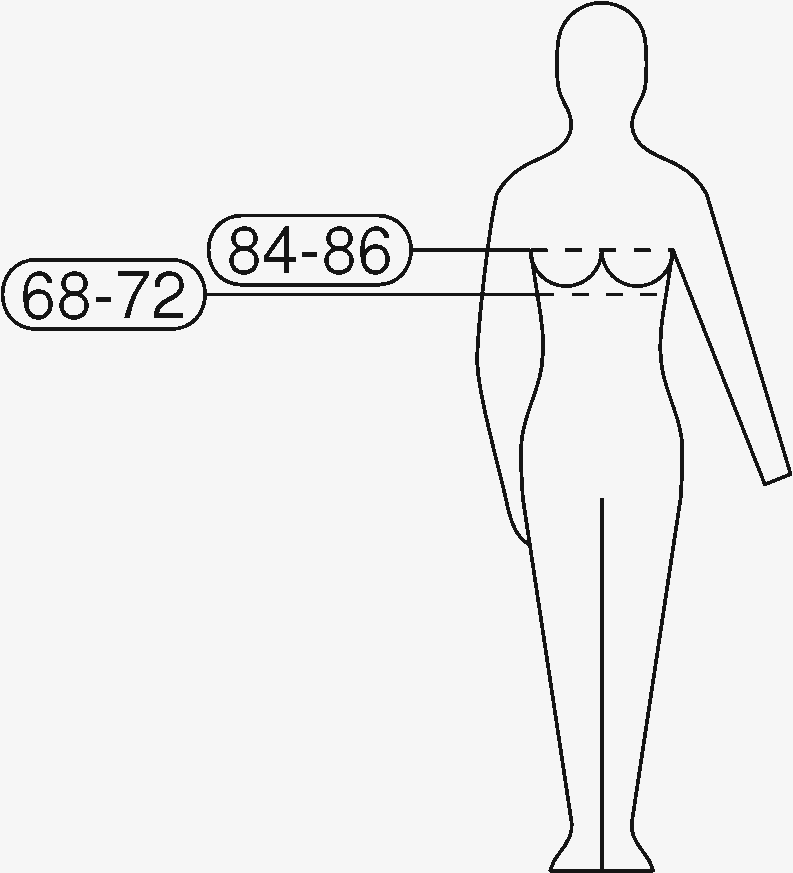
Пиктограмма по стандарту EN 13402-1 для размера бюстгальтера 70B

Размер чашечки можно выразить следующим образом
РЧ = обхват бюста − обхват под грудью
и в соответствие результату ставится буква:
| Буква                     | AA    | A     | B     | C     | D     | E     | F     | G     | H     | J     | K     |  |
| Интервал размеров чашечки | 10-12 | 12-14 | 14-16 | 16-18 | 18-20 | 20-22 | 22-24 | 24-26 | 26-28 | 28-30 | 30-32 |  |

Пример 1: Бюстгальтер размером 70B подойдет для женщин с обхватом под грудью 68-72 см и обхватом груди 84-86 см.
Пример 2: Женщина с обхватом под грудью 89 см и обхватом груди 108 см имеет размер чашечки 19 см (= 108 см — 89 см) или «D». Её обхват под грудью округляется до ближайшего кратного 5 — до 90 см. Таким образом, ей подойдет бюстгальтер 90D.

### Буквенные коды
Для размеров одежды, где применяется больший шаг, стандарт также задаёт буквенный код. Этот код представляет собой обхват бюста для женщин и обхват груди для мужчин. Стандарт не предоставляет подобного кода для детей.
| Значение                                             | Код | Обхват груди (муж.) | Обхват бюста (жен.) |
| ---------------------------------------------------- | --- | ------------------- | ------------------- |
| extra extra small эсктра экстра маленький            | XXS | 70-78               | 66-74               |
| extra small эсктра маленький                         | XS  | 78-86               | 74-82               |
| small маленький                                      | S   | 86-94               | 82-90               |
| medium средний                                       | M   | 94-102              | 90-98               |
| large большой                                        | L   | 102-110             | 98-106              |
| extra large экстра большой                           | XL  | 110-118             | 107-119             |
| extra extra large экстра экстра большой              | XXL | 118-129             | 119-131             |
| extra extra extra large экстра экстра экстра большой | 3XL | 129-141             | 131-143             |

Каждый интервал объединяет два соседних шага. Интервалы можно расширить ниже XXS или выше 3XL, если в этом есть необходимость, например:
| Код | Обхват груди (муж.) | Обхват бюста (жен.) |
| --- | ------------------- | ------------------- |
| 4XL | 141-154             | 143-155             |
| 5XL | 154-166             | 155-167             |

## EN 13402-4: Система обозначений
Четвёртая часть стандарта все ещё находится в стадии рассмотрения. Она введет компактную систему обозначений размеров одежды. Поначалу это планировалось сделать в основном для промышленного использования в базах данных, в составе идентификаторов для хранения и номеров заказа по каталогам, но позже пользователи выразили желание использовать компактные коды для связи с потребителями. На написание всех размеров согласно EN 13402-2 может уйти до 12 разрядов. Пиктограмма с размерами содержит большое количество избыточной информации. Все данные на пиктограмме можно сжать с использованием графем и справочных таблиц. EN 13402-4 предоставит данные таблицы.
В черновике этой части была сделана попытка перечислить все используемые комбинации размеров по EN 13402-3 и назначить им короткий 2- или 3-значный код. Некоторый представители индустрии, вовлечённые в процесс написания стандарта, сочли подобный подход слишком стесняющим. Другие же считают, что главный размер должен занимать заметное место в коде. Таким образом, это предложение, которое планировалось принять в 2005, было отвергнуто.
С тех пор поступило ещё несколько предложений. Одно из них, выдвинутое European Association of National Organisations of Textile Traders (AEDT), предполагает использование 5-значного цифро-буквенного кода, первые 3 разряда которого отводится под значение главного размера в сантиметрах, а остальные 2 разряда под значение дополнительного размера, примерно как это сделано в размерах бюстгальтеров. Например, изделие изготовленное со следующими размерами
- обхват бюста: 100 см (100)
- обхват бедер: 104 см (B)
- рост: 176 см (G)

вдобавок к пиктограмме получит код «100BG». Это предложение было одобрено в марте 2006 на встрече во Флоренции а окончательный проект был подготовлен AEDT 6 июня 2006 года.